# Erdwühlen
Die Erdwühlen (Caeciliidae) sind die arten- und formenreichste Familie der Schleichenlurche (Gymnophiona). Sie kommen im tropischen Mittel- und Südamerika vor.

## Merkmale
Erdwühlen werden bis zu 160 Zentimeter (Caecilia thompsoni) lang. Der Schädel besteht, wie der aller grabender Schleichenlurche, aus wenigen, fest zusammengewachsenen Knochen. Das Postfrontale fehlt. Die Augen sind mit Haut bedeckt, bei einigen Arten auch von Knochenschuppen. Hautschuppen können vorhanden sein, aber auch fehlen. Der Körper ist durch vollständig oder teilweise umlaufende Hautfalten (Annuli) geringelt. Die primären Annuli verlaufen über den darunter liegenden Wirbeln. Zwischen ihnen können noch sekundäre und tertiären Annuli liegen. Alle Arten sind schwanzlos, bei einigen endet der Körper in einer Endschuppe. Die meisten Arten sind von schwarzer oder dunkelgrauer Farbe, andere bläulich oder pink, einige sind gestreift.
Sie sind die einzigen Schleichenlurche, die einen unvollkommenen Stapes, ein Gehörknöchelchen, eine innere Zahnreihe mit einspitzigen Zähnen im Unterkiefer und Augen haben, die von der Maxillopalatine umwachsen oder bedeckt sind. Phylogenetisch werden sie definiert als diejenigen Schleichenlurche, die näher mit
Caecilia tentaculata als mit Typhlonectes compressicauda verwandt sind.

## Lebensweise und Fortpflanzung
Alle Erdwühlen leben grabend im Erdboden. Viele Arten sind vivipar (lebendgebärend), andere legen Eier, aus denen fertig entwickelte Jungtiere oder aquatisch lebende Larven schlüpfen.

## Gattungen und Arten
Es gibt zwei Gattungen und 49 Arten. Die Gattung Caecilia umfasst 40 Arten:
- Gattung Caecilia, nördliches Südamerika, Panama.

Stand: 20. April 2023
- Caecilia abitaguae Dunn, 1942
- Caecilia albiventris Daudin, 1803
- Caecilia antioquiaensis Taylor, 1968
- Caecilia aprix Fernández-Roldán & Rueda-Almonacid, 2022[3]
- Caecilia armata Dunn, 1942
- Caecilia atelolepis Fernández-Roldán, Lynch & Medina-Rangel, 2023[4]
- Caecilia attenuata Taylor, 1968
- Caecilia bokermanni Taylor, 1968
- Caecilia caribea Dunn, 1942
- Caecilia corpulenta Taylor, 1968
- Caecilia crassisquama Taylor, 1968
- Caecilia degenerata Dunn, 1942
- Caecilia disossea Taylor, 1968
- Caecilia dunni Hershkovitz, 1938
- Caecilia epicrionopsoides Fernández-Roldán, Lynch & Medina-Rangel, 2023[4]
- Caecilia flavopunctata Roze & Solano, 1963
- Caecilia goweri Fernández-Roldán & Lynch, 2021[5]
- Caecilia gracilis Shaw, 1802
- Caecilia guntheri Dunn, 1942
- Caecilia inca Taylor, 1973
- Caecilia isthmica Cope, 1877
- Caecilia leucocephala Taylor, 1968
- Caecilia macrodonta Fernández-Roldán, Lynch & Medina-Rangel, 2023[4]
- Caecilia marcusi Wake, 1985
- Caecilia museugoeldi Maciel & Hoogmoed, 2018[6]
- Caecilia nigricans Boulenger, 1902
- Caecilia occidentalis Taylor, 1968
- Caecilia orientalis Taylor, 1968
- Caecilia pachynema Günther, 1859
- Caecilia perdita Taylor, 1968
- Caecilia pulchraserrana Acosta-Galvis, Torres & Pulido-Santacruz, 2019[7]
- Caecilia subdermalis Taylor, 1968
- Caecilia subnigricans Dunn, 1942
- Caecilia subterminalis Taylor, 1968
- Caecilia tentaculata Linnaeus, 1758
- Caecilia tenuissima Taylor, 1973
- Caecilia thompsoni Boulenger, 1902
- Caecilia volcani Taylor, 1969
- Caecilia wilkinsoni Fernández-Roldán & Lynch, 2023[8]
- Caecilia yaigoje Fernández-Roldán, Medina-Rangel & Lynch, 2023[9]

Die Gattung Oscaecilia umfasst 9 Arten:
- Gattung Oscaecilia, nördliches Südamerika, Panama.

Stand: 20. April 2023
- Oscaecilia bassleri (Dunn, 1942)
- Oscaecilia elongata (Dunn, 1942)
- Oscaecilia equatorialis Taylor, 1973
- Oscaecilia hypereumeces Taylor, 1968
- Oscaecilia koepckeorum Wake, 1984
- Panama-Blindwühle (Oscaecilia ochrocephala (Cope, 1866))
- Oscaecilia osae Lahanas & Savage, 1992
- Oscaecilia polyzona (Fischer, 1880)
- Oscaecilia zweifeli Taylor, 1968